# Щербановское
Щербановское (укр. Щербанівське) — село в Вознесенском районе Николаевской области Украины.
Население по переписи 2001 года составляло 482 человек. Почтовый индекс — 56552. Телефонный код — 5134. Занимает площадь 0,956 км².

## Местный совет
56552, Николаевская обл., Вознесенский р-н, с. Щербани, ул. Кирова, 88